# Pseudaphelia
Pseudaphelia este un gen de molii din familia Saturniidae. 

## Specii
- Pseudaphelia ansorgei Rothschild, 1898
- Pseudaphelia apollinaris (Boisduval, 1847)
- Pseudaphelia dialitha Tams, 1930
- Pseudaphelia flava Bouvier, 1930
- Pseudaphelia flavomarginata Gaede, 1915
- Pseudaphelia karemii Bouvier, 1927
- Pseudaphelia luteola Bouvier, 1930
- Pseudaphelia roseibrunnea Gaede, 1927
- Pseudaphelia simplex Rebel, 1906